# Худиев, Низами Манаф оглы
Низами Манаф оглы Худиев (азерб. Nizami Manaf oğlu Xudiyev; 1 апреля 1949, Шахбузский район, Азербайджанская ССР — 25 мая 2021) — азербайджанский политический и государственный деятель.
Депутат Национального Собрания Азербайджана I, II, III созывов.

## Биография
Низами Худиев родился 1 апреля 1949 года в Шахбузском районе. Получил высшее образование в Азербайджанском Государственном Педагогическом Университете.
С 1994 года по 1996 год был ректором Азербайджанского Государственного Педагогического Университета.

### Депутат Национальный Собрании
Низами Худиев 12 ноября 1995 года был избран депутатом Национального Собрания Азербайджана. С 1997 года по 2000 год был членом межпарламентской группы Азербайджан — США.
5 ноября 2000 года Низами Худиев вновь был переизбран депутатом Национального Собрания Азербайджана и стал членом межпарламентской группы Азербайджан — США и Азербайджан — Турция (2000—2005).
Низами Худиев 6 ноября 2005 года был переизбран депутатом Национального Собрания Азербайджана в третий раз и стал членом межпарламентской группы Азербайджан — США, Азербайджан — Беларусь и Азербайджан — Турция (2005—2010).

## Награды
- Заслуженный деятель науки Азербайджана (7 ноября 2001 года) — за заслуги в развитии азербайджанской культуры и искусства[4].
- Золотая медаль «Древо дружбы» (14 ноября 2003 года, Совет Межпарламентской Ассамблеи государств — участников Содружества Независимых Государств) — за выдающийся вклад в формирование информационного пространства Содружества Независимых Государств[5].
- Орден «Слава» (30 марта 2009 года) — за активное участие в общественно-политической и культурной жизни Азербайджанской Республики[6].
- Персональная пенсия Президента Азербайджанской Республики (4 апреля 2019 года) — за активное участие в общественно-политической жизни Азербайджанской Республики[7].